# Anti-idrogeno
Nell'antimateria, l'anti-idrogeno è l'equivalente dell'idrogeno. Dal momento che il comune atomo di idrogeno è composto da un elettrone e un protone, l'atomo di anti-idrogeno è costituito da un positrone e un antiprotone.
Il suo simbolo chimico (proposto) è H, vale a dire, H con una overbar.

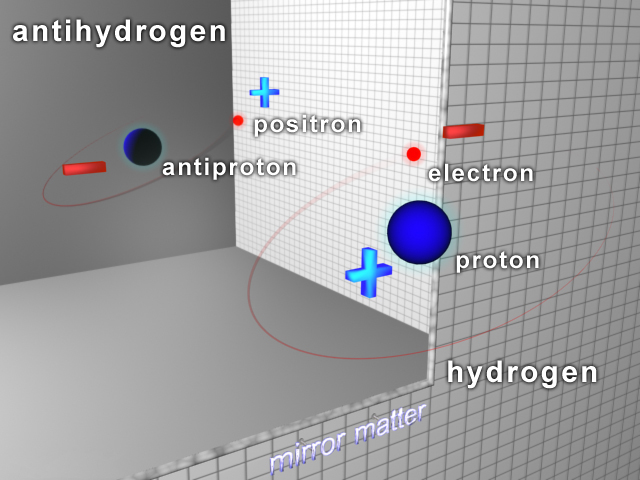
L'anti-idrogeno è costituito da un antiprotone e da un positrone

## Caratteristiche
Secondo il teorema CPT della fisica delle particelle, gli atomi di anti-idrogeno avrebbero molte delle caratteristiche degli atomi regolari di idrogeno, vale a dire stessa massa, stesso momento magnetico e stesse frequenze di transizione (vedi spettroscopia atomica) tra i suoi stati quantici atomici. Per esempio, gli atomi di anti-idrogeno eccitati sono tenuti a incandescenza con lo stesso colore di quello dell'idrogeno regolare. Gli atomi di anti-idrogeno dovrebbero essere attratti da altra materia o antimateria in modo gravitazionale con una forza di grandezza uguale a quella che agisce sugli atomi di idrogeno. Ciò non sarebbe vero se l'antimateria avesse una massa gravitazionale negativa (cosa considerata altamente improbabile, anche se non ancora empiricamente smentita).
Quando gli atomi di anti-idrogeno vengono a contatto con la materia ordinaria, rapidamente annichiliscono l'un l'altro, producendo energia in forma di raggi gamma e particelle ad alta energia chiamate pioni. Questi pioni a loro volta decadono rapidamente in altre particelle chiamate muoni, neutrini, positroni ed elettroni, e queste particelle rapidamente si dissolvono. Se gli atomi di anti-idrogeno si trovassero sospesi in un vuoto perfetto, tuttavia, essi sopravviverebbero all'infinito.

## Esperimenti
Il 20 dicembre 2016 viene presentato un articolo su Nature della collaborazione internazionale ALPHA del centro di ricerca del CERN che mostra per la prima volta che lo spettro elettromagnetico di un atomo di anti-idrogeno è coerente con quello emesso da un atomo di idrogeno con un margine di incertezza di poche parti su 1015.

## Produzione
Nel 1995 al CERN di Ginevra venne prodotto per la prima volta l'anti-idrogeno nel LEAR facendo collidere antiprotoni prodotti in un acceleratore di particelle contro cluster di xeno. Quando un antiprotone si avvicina a un nucleo, può prodursi una coppia elettrone-positrone e con qualche probabilità il positrone sarà catturato dall'antiprotone per formare l'anti-idrogeno. La bassissima probabilità di produrre anti-idrogeno in questo modo (circa 10−19), faceva sì che questo metodo non fosse ben adatto per la produzione di notevoli quantità di antidrogeno, come dettagliatamente avevano in precedenza dimostrato i calcoli.
In un esperimento effettuato dalla cooperazione ATRAP e dalla collaborazione ATHENA al CERN, i positroni da una fonte di sodio radioattivo e antiprotoni furono condotti insieme in una trappola magnetica di Penning, dove la sintesi ebbe luogo a un tipico tasso di 100 atomi di anti-idrogeno al secondo. L'anti-idrogeno venne per la prima volta prodotto da queste due collaborazioni nel 2002, ed entro il 2004 forse circa centomila atomi di anti-idrogeno sarebbero stati prodotti in questo modo.
I primi atomi di anti-idrogeno sintetizzati avevano una temperatura molto elevata (alcune migliaia di kelvin), quindi avevano una grande energia cinetica che li portava in breve tempo a colpire le pareti dell'apparecchiatura sperimentale e di conseguenza annichilire. Una possibile soluzione a questo problema sarebbe di produrre atomi di antidrogeno a così bassa temperatura (forse una frazione di kelvin) in modo da poterli catturare in una trappola magnetica o una trappola a radiofrequenza combinata. In questo modo gli atomi di antidrogeno possono essere analizzati con fasci laser e possono essere misurate con precisione le frequenze delle transizioni atomiche. Dal paragone tra le transizioni dell'idrogeno e dell'antidrogeno sarebbe possibile stabilire se materia e antimateria si comportano esattamente allo stesso modo.
Sono state riportate segnalazioni di antiprotoni e antielettroni catturati simultaneamente, e il raggiungimento del raffreddamento necessario. Ci sono brevetti dettagliati riguardo al modo di produrre antidrogeno.
Gli atomi di antimateria come quelli di antideuterio (D), antitrizio (T), e antielio (He) sono molto più difficili da produrre rispetto all'anti-idrogeno. Tra questi, soltanto i nuclei di antideuterio sono stati finora prodotti ed hanno velocità talmente elevate che la loro sintesi potrà aversi soltanto tra molti decenni.
Nel 2011, al CERN di Ginevra i ricercatori dell'esperimento ALPHA hanno sintetizzato e intrappolato 38 atomi di anti-idrogeno per un tempo di 172 millisecondi. Questo risultato pubblicato sulla rivista Nature, ha stabilito un nuovo record nel campo dell'antimateria. Come già detto, al CERN erano già state prodotte notevoli quantità di atomi di anti-idrogeno ma senza riuscire mai a confinarli per tempi tanto lunghi (si trattava sempre di pochi millisecondi di vita). La trappola magnetica utilizzata nell'esperimento ALPHA ha permesso anche di raffreddare l'anti-idrogeno a una temperatura inferiore a 0,5 K. Il tempo di confinamento e la temperatura ottenuti al CERN hanno permesso per la prima volta di studiare lo spettro atomico dell'anti-idrogeno per verificare la simmetria CPT, una delle proprietà fondamentali dell'universo.
Il 4 giugno 2011, l'esperimento ALPHA è stato in grado di sintetizzare un numero maggiore di atomi di anti-idrogeno, esattamente 309, che sono stati fatti annichilire nell'arco di ben 1000 secondi (oltre 16 minuti), un tempo enormemente più lungo rispetto all'ultimo esperimento.
L'esperimento ASACUSA è stato il primo esperimento a produrre un fascio di antimateria (inteso come atomi di antimateria; infatti con fasci di antiprotoni al CERN fu resa possibile la scoperta dei bosoni W e Z già nel 1983, cfr. Super Proton Synchrotron): nel gennaio 2014 è stato prodotto il primo fascio di antidrogeno e successivamente ne sono stati identificati 80 atomi a 2,7 metri di distanza dal punto di produzione.